# 페테르스대꼬리박쥐속
페테르스대꼬리박쥐속 또는 페테르스칼집꼬리박쥐속(Paremballonura)은 대꼬리박쥐과에 속하는 박쥐 속의 하나로 2종으로 이루어져 있다. 마다가스카르섬에서 발견된다.

## 하위 종
- 페테르스대꼬리박쥐 (Paremballonura atrata)
- 서부대꼬리박쥐 (Paremballonura tiavato)